# 염영일 (생명공학자)
염영일은 한국생명공학연구원소속의 생명공학자이다. 2015년에 이달의 과학기술인상과 유니베라 생명약학 학술상을 받았다.